# Tralala
Pour les articles homonymes, voir Tralala (homonymie).
Pour plus de détails, voir Fiche technique et Distribution.
Tralala est un film musical français réalisé par Arnaud et Jean-Marie Larrieu, sorti en salles en France en 2021. Le film emprunte au genre de la comédie musicale et du burlesque.

## Synopsis
Un chanteur-compositeur en voie de clochardisation voit apparaître une « fille en bleu » sur le parvis de la gare Montparnasse. Frappé par ce qu'il prend pour une apparition mariale, il décide de partir à sa recherche et se rend à Lourdes en quête de la Sainte Vierge. Il y fait la rencontre d'une sexagénaire qui le prend pour son fils, disparu vingt ans auparavant aux États-Unis.

## Fiche technique
- Titre : Tralala
- Titre international :
- Réalisation : Arnaud et Jean-Marie Larrieu
- Scénario : Arnaud et Jean-Marie Larrieu
- Musique (chansons) : Philippe Katerine, Étienne Daho, Dominique A, Bertrand Belin, Jeanne Cherhal, Sein
  - Supervision musicale : Renaud Letang
- Photographie : Jonathan Ricquebourg
- Montage : Annette Dutertre
- Décors : Laurent Baude
- Costumes : Judith de Luze
- Chorégraphie : Mathilde Monnier
- Son : Olivier Mauvezin, Margot Testemale, Katia Boutin, Cyril Holtz
- Production : Saïd Ben Saïd et Kevin Chneiweiss
- Sociétés de production : SBS Productions et Arte France Cinéma
- Sociétés de distribution : Pyramide Distribution
- Budget : 4,01 millions d'euros
- Pays de production :  France
- Langue originale : français
- Format : couleur - 35 mm - 2,39:1 - son Dolby numérique
- Genre : film musical, comédie
- Durée : 120 minutes
- Dates de sorties :
  - France : 13 juillet 2021 (Festival de Cannes) ; 6 octobre 2021 (sortie nationale)

## Distribution
- Mathieu Amalric : « Tralala »
- Mélanie Thierry : Jeannie
- Josiane Balasko : Lili, la mère de Pat
- Maïwenn : Barbara
- Denis Lavant : « Climby »
- Jalil Lespert : Benjamin Trescazes, le mari de Barbara
- Galatéa Bellugi : Virginie, la fille de Barbara
- Bertrand Belin : Seb, le frère de Pat
- Joseph Brisset : Robin, un fils de Seb
- Balthazar Gibert : Balthazar, l'autre fils de Seb
- Duccio Bellugi-Vannuccini : le prêtre italien
- Malik Djoudi : Babak

## Projet et réalisation

### Écriture et financement
Au début de l'année 2019, le Centre national du cinéma (CNC) lance un appel à projets pour relancer les films de genre, la comédie musicale étant choisie cette année-là,. S'inspirant des films de Jacques Demy « pour leur romanesque provincial », d'Alain Resnais et de Vincente Minnelli, Arnaud et Jean-Marie Larrieu y répondent et décident d'écrire un film musical se déroulant dans les Pyrénées, leur terrain de tournage de prédilection, avec leur acteur fétiche Mathieu Amalric qui avait déjà chanté dans leur précédent film Un homme un vrai (2003) une chanson de Philippe Katerine,. Admirateurs de la Nouvelle scène française, ils redemandent à ce dernier, très en amont, d'écrire toutes les chansons du personnage principal éponyme Tralala (soit une vingtaine de passages chantés) et attribuent par la suite à chaque autre personnage du film un chanteur pour des reprises ou des titres originaux : ainsi Étienne Daho compose pour Maïwenn, Dominique A pour Josiane Balasko, Jeanne Cherhal pour Mélanie Thierry tandis que Bertrand Belin et Galatea Bellugi ont écrit pour eux-mêmes. La chorégraphe Mathilde Monnier est chargée de créer les séquences de danses.
Le CNC reçoit, à l'issue de l'appel d'offres, quarante projets de comédies musicales qu'une commission présidée par Christophe Honoré est chargée d'examiner. Elle auditionne alors une dizaine de duos de cinéastes-producteurs présélectionnés pour attribuer des financements en décembre 2019 : trois films sont finalement lauréats Tralala des frères Larrieu, Don Juan de Serge Bozon et La Grande Magie de Noémie Lvovsky et reçoivent une aide de 500 000 euros chacun. La région Occitanie, via son agence de développement cinématographique Occitanie-Films promouvant les tournages locaux, contribue à hauteur de 250 000 euros et le 11 juin 2020 la commission d'Arte France Cinéma décide de coproduire l'œuvre.

### Tournage et post-production
Le tournage du film débute le 24 août 2020 dans le secteur de la gare Montparnasse à Paris, puis se déplace quelques jours plus tard à Lourdes dans les Pyrénées, ville natale des frères Larrieu, pour se poursuivre dans les principaux sites de la ville (sanctuaire marial, musée pyrénéen et château fort de Lourdes) jusqu'au 25 septembre. En raison du contexte de la pandémie de Covid-19 en France, les réalisateurs décident d'intégrer la contrainte du port du masque dans le film même,. Le tournage se termine sans encombre peu de temps avant le second confinement de la mi-octobre. La post-production s'étend de novembre 2020 à la fin du mois d'avril 2021.

## Chansons

### Chansons de Tralala
- Electron libre
- Je prends feu
- Dans le tube
- Dire adieu
- Main dans la main
- Abandonné
- La fille en bleu
- Trop d'oiseau dans les rues
- Trop d'oiseaux sur les remparts
- Je suis un hôtel
- Electron libre (final)
- Sainte Vierge
- Delta
- Sexy cool
- Je brûle
- I've done it
- La fugue

### Chansons de Seb
- D'entre les morts
- Qui ne migre
- La flaque
- Clint Eastwood
- Vertige des cimes
- Le mot juste

### Chansons de Lili
- Trois grains de poussière
- La splendeur

### Chansons de Jeannie
- Qui est-il ?
- Les jours heureux

### Chanson de Barbara
- Chambre 617

### Chansons de Robin et Balthazar
- Tant qu'on y pense
- Tonton
- Tant qu'il est temps

### Chansons de Virginie
- Drôle d'oiseau dans l'hôtel
- Rêve heureux
- Chambre 617 - part 1

### Chanson du prêtre italien
- Jésus-Christ mon amour

### Chanson de Benjamin
- Benjamin

### Chansons additionnelles
- Aquellos Ojos verdes
- Intro
- Ave Maria
- Ave Maria de Lourdes
- May Twenty one

## Critique
En France, le site Allociné recense une moyenne des critiques presse de 3,8/5

### Box-office
| Pays ou région | Box-office     | Date d'arrêt du box-office | Nombre de semaines |
| -------------- | -------------- | -------------------------- | ------------------ |
| France         | 88 461 entrées | 7 décembre 2021            | 9                  |
| Total mondial  | 623 902 $      | -                          | -                  |

## Distinction

### Sélection
- Festival de Cannes 2021 : hors compétition, séance de minuit[12]